# Paulo César Quevedo
Paulo Cesar Quevedo, właśc. Paulo César Quevedo De La Vega (ur. 1 lutego 1975 w Ciudad Juárez) – meksykański aktor i piosenkarz.

## Życiorys

### Wczesne lata
Urodził się w Ciudad Juárez, w stanie Chihuahua jako jedno z sześciorga dzieci Juany Maríi i Roberta. Wychowywał się z piątkę rodzeństwa: bratem Jipi oraz czterema siostrami – Bubu, Keky, Lilianą i Mayu. W 1993 ukończył szkołę średnią w EL Paso Tx.

### Kariera
Dorabiał jako model na wybiegach w Teksasie, następnie brał udział w dużych kampaniach reklamowych, a w 1994 został okrzyknięty modelem roku w Chihuahua w Meksyku. 
W 1995 dołączył do meksykańskiego popowego zespołu Tierra Cero, a w latach 1998–2000 występował z trio Kairo z Gabrielem Soto i Robertem Assadem. Wspólnie z Kairo nagrał album Pasiones (1998), który odniósł sukces w Ameryce Łacińskiej.
Karierę aktorską rozpoczął od roli Ernesto w jednym z odcinków telenoweli Televisa Moja droga Izabela (Mi querida Isabel, 1996) z Karlą Álvarez. Potem wystąpił w telenowelach: Alma rebelde (1999) z Eduardo Verástegui i Przyjaciółki i rywalki (Amigas y rivales, 2001). W kolumbijskiej telenoweli Kobieta w lustrze (La mujer en el espejo, 2004–2005) został obsadzony w roli Alberta. W listopadzie 2010 trafił na okładkę magazynu „Eventos”, a w czerwcu 2012 znalazł się na okładce „Corpo Sano”.
Wcielił się w postać Miguela Fernándeza, który współpracuje z policją, aby zlikwidować siatkę handlującą ludźmi w dramacie sensacyjnym Strażnik (El Justiciero, 2015) oraz telewizyjnych sequelach Strażnik 2 (El Justiciero 2, 2015) i Strażnik 3: Zemsta senatora (El Justiciero 3: La Venganza del Senador, 2015).

## Filmografia
- 1999: Alma rebelde jako Ariel
- 2001: Mujer, casos de la vida real
- 2001: Przyjaciółki i rywalki jako Edgar
- 2002: Vale todo jako César
- 2003–2004: Amor descarado jako Jonathan Muñoz
- 2004–2005: Kobieta w lustrze jako Alberto Gutiérrez
- 2005: Decisiones
- 2006: Zemsta, moja miłość jako Patricio de la Nuez
- 2007: Osaczona jako René Romero
- 2007: Madre Luna jako Tirso Reinoso
- 2008: Zdrada i miłość  jako Delfino
- 2008–2009: Doña Bárbara jako Balbino Paiba
- 2009: Pecadora jako El Mechas / Adalberto
- 2010: Tożsamość szpiega (Burn Notice) jako Eddy
- 2011: Corazón apasionado jako Felipe López
- 2011–2012: Pokojówka na Manhattanie jako Víctor Mendoza
- 2012: El Rostro de la Venganza jako Tomás Buenaventura
- 2013: Marido en alquiler jako Juan Pablo Palmer
- 2014: Escándalos jako ks. Rafael Valdez / Manuel Navas
- 2014: Królowa serc jako Isidro Castillo
- 2015: Ruta 35 jako agent Tomás Ortiz
- 2017: Milagros de Navidad jako Rubén López
- 2017: Vikki RPM jako Didier Legrand
- 2020: 100 días para enamorarnos jako Fausto

### Nagrody
| Rok  | Nagroda              | Kategoria                    | Telenowela   |
| ---- | -------------------- | ---------------------------- | ------------ |
| 2009 | Premios La Maravilla | Najlepszy aktor drugoplanowy | Doña Bárbara |